# Plan puławski
Plan puławski – koncepcja narodowa reprezentowana przez księcia Adama Jerzego Czartoryskiego, której szczegóły książę wyłożył carowi Rosji Aleksandrowi I w 1805 roku podczas jego pobytu w Puławach, siedzibie rodu Czartoryskich.
Koncepcja, oparta na założeniu jedności słowiańskiego pochodzenia Polaków i Rosjan, zakładała odrodzenie państwa polskiego jako jednego z członów federacji narodów słowiańskich pod przewodnictwem Petersburga. Silnie akcentowała nieuchronność wojny Rosji i Prus, co miało przynieść wyzwolenie zaboru pruskiego i przyłączenie go do odrodzonej państwowości polskiej.
Koncepcję tę car odrzucił jako nierealną i niemożliwą do spełnienia, a wkrótce zawarł sojusz z pruskim królem Fryderykiem Wilhelmem III.